# Tîmkiv, Nova Ușîțea
Tîmkiv (în ucraineană Тимків) este un sat în comuna Otrokiv din raionul Nova Ușîțea, regiunea Hmelnîțkîi, Ucraina.

## Demografie
Componența lingvistică a localității Tîmkiv
     Ucraineană (98,9%)
     Rusă (1,1%)
Conform recensământului din 2001, majoritatea populației localității Tîmkiv era vorbitoare de ucraineană (98,9%), existând în minoritate și vorbitori de rusă (1,1%).